# Костёл Преображения Господня (Варшава)
 Памятник культуры (регистрационный номер 300 от  1 июля 1965 года)
Костёл Преображения Господня — барочный костёл ордена капуцинов конца XVII века, расположенный в Варшаве, на улице Мёдовой № 13.

## История
Костёл построен одновременно с монастырём в 1683—1694 годах по инициативе короля Яна Собеского, видимо, как обетный дар за победу в битвах под Хотином и Веной.
Познанский епископ Вежбовский дал 27 декабря 1681 года каноническое разрешение на основание костёла. Король купил площадку на улице Мёдовой. Сначала была построена часовенка (1682 год), в которой орденские братья начали отправлять молитвы, она быстро стала популярной среди жителей Варшавы. В следующем году (11 июля) король распорядился издать локационный диплом на основание монастыря. Первый камень под строительство костёла был заложен 23 июля 1683 года, перед отправкой войска под Вену. Во время праздника закладки присутствовали сам Ян Собеский, королева Марысенька, их сыновья, апостольский нунций Опизо Паллавичини, архиепископ Эфеса, епископ Вежбовский, сенаторы, гетманы, министры и множество варшавян. На камне по распоряжению короля вместо «Christo Redemptori Joannes III. Polon. Rex …» были вырезаны слова «Christo Triumphatori Joannes III. Polon. Rex …».
Весной 1686 года о. Павел из Имолы начал строительство монастыря по проекту итальянского архитектора Исидора Афайты (младшего). По причине того, что проект своей величественностью и пышностью противоречил указанию короля о строительстве монастыря скромного, прежний архитектор Августин Лосси создал новый проект, а надзирающим за строительством был поставлен городской архитектор Карл Церони. В мае 1688 года был докуплен участок, предназначавшийся для хозяйства и садов, простирающийся от костёла до дворца епископа Збаньского. Реализованный в итоге проект принадлежал, по-видимому, Тильману ван Гамерену.
Папа Иннокентий XII в бреве от 1 декабря 1691 года включил варшавский и краковский монастыри ордена в тосканскую провинцию и утвердил новициат для 12 поляков. Новым генеральным комиссаром капуцинов в Польше был назначен о. Франциск Аррецци.
Освящение костёла состоялось 11 октября 1692 года, но его строительство закончилось только в 1694 году. Колокол в костёл был передан из вилянувских часов. Король хотел ещё построить и нижний костёл, но геологические условия не позволили осуществить этот план, и подвал был предназначен для крипты.
К 1738 году в четырёх монастырях в Польше было около 50 монахов польского происхождения, и Ватикан поручил опеку над ними чешской провинции, а Бенедикт XIV (5 октября 1754 года) поднял польскую кустодию до ранга провинции, которую Климент XIII объявил в 1761 году самостоятельной.
17 июня 1983 года, во время своей второй поездки в Польшу, храм посетил Иоанн Павел II. Папа молился перед Святейшими дарами, а также перед урной с сердцем Яна Собеского в Королевской Часовне.

## Архитектура
Интерьер и экстерьер костёла не совсем соответствовали тому образу бедности, с которым он должен был ассоциироваться, как принадлежащий ордену капуцинов. Его фасад расчленён тосканскими пилястрами на высоком цоколе и увенчан треугольным фронтоном, украшенным гербом Собеского, Яниной. Скромный, но в то же время величественный фасад подобного типа повторялся впоследствии при возведении польских провинциальных костёлов.
На фасаде размещена мемориальная доска, посвящённая Юрию Крижаничу.
От других построек ордена костёл отличался внушительным размером, высоким нефом с тремя пролётами вместо обычных двух и галереями, которые охватывали всё внутреннее помещение. По обе стороны от нефа располагаются глубокие нижние капеллы. Узкий пресвитерий, снабжён двумя боковыми помещениями, за ними размещены хоры.
В самом костёле стены обработаны попарно расположенными пилястрами тосканского ордера и обведены широким двойным карнизом. По приказанию короля они были декорированы мозаикой, на что потребовалось специальное разрешение папы.

## Захоронения
В соборе захоронены многие видные деятели Польши, в том числе:
- В Королевской часовне — саркофаги с сердцем Яна III Собеского и внутренностями Августа II Сильного.
- В подземной крипте — Александра Зайончикова, жена генерала Юзефа Зайончека; Мауриций Гауке, генерал наполеоновской армии и армии Царства Польского, прапрадед герцога Филиппа Эдинбургского, супруга королевы Елизаветы II[14].

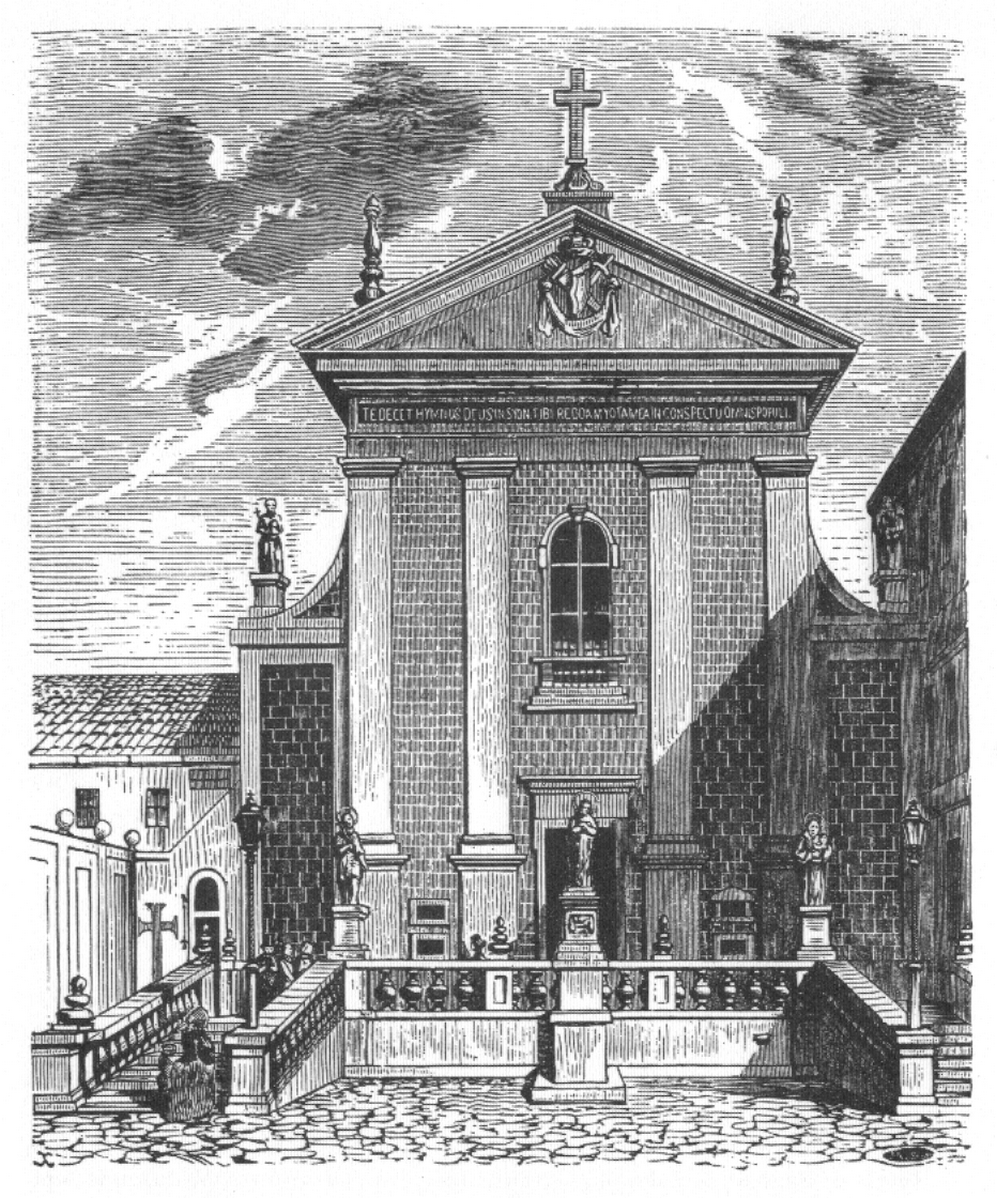
Костёл на гравюре Михала Старкмана (ок. 1855)
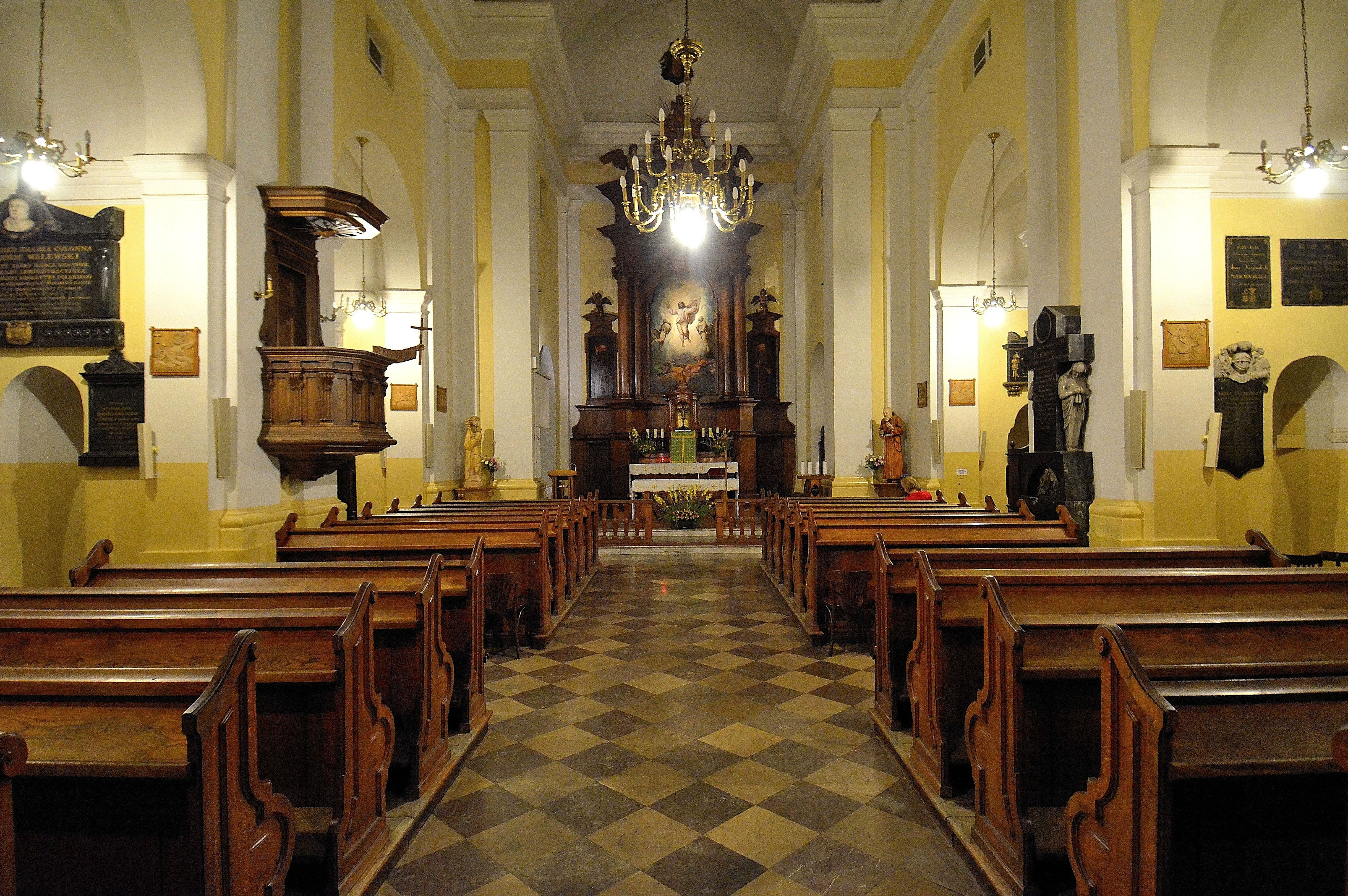
Интерьер костёла
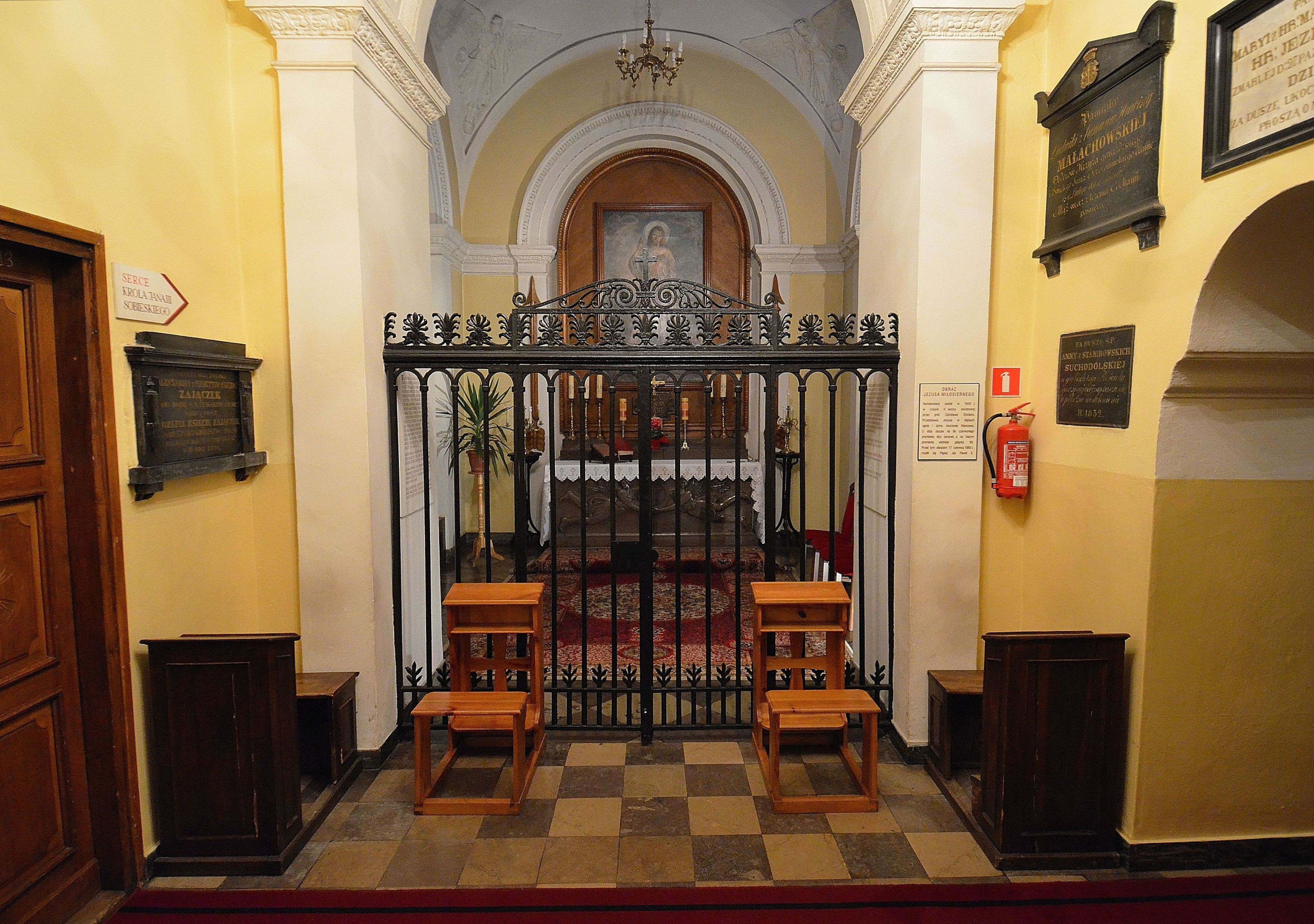
Королевская часовня
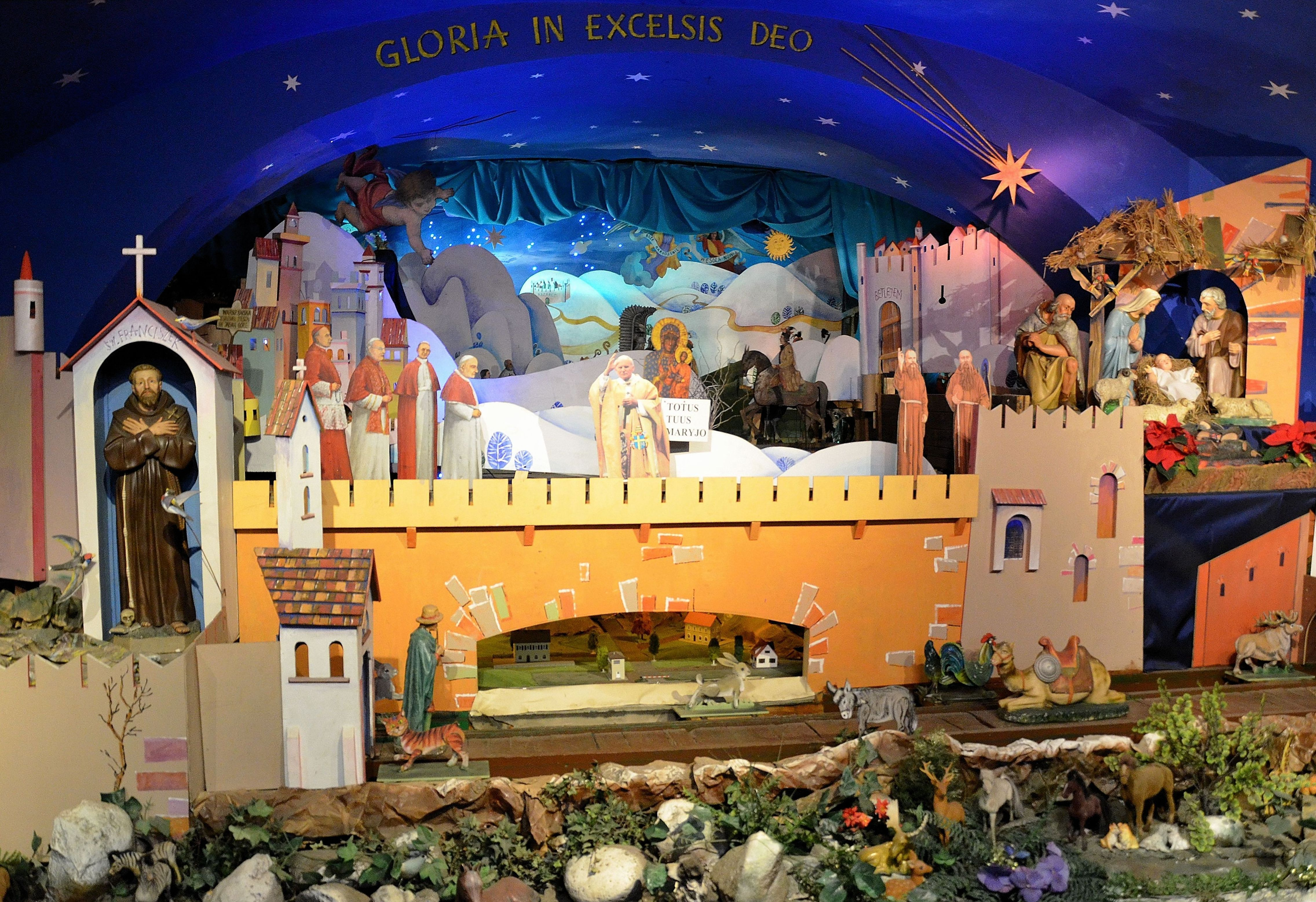
Сцена рождественского вертепа в подвале храма